# Börje Heimanson
Albert Börje Henrik Eugen Heimanson, född 27 november 1904 i Stockholm, död där 24 april 1995, var en svensk målare och konservator.
Han var son till försäkringsdirektören Eugén Isac Heimanson och Mathilda Andersson.  Heimanson studerade vid Tekniska skolan i Stockholm 1924–1927 och dekorationsmåleri vid Högre konstindustriella skolan 1927–1930 samt vid Henrik Blombergs målarskola somrarna 1926–1929 och under studieresor till Frankrike, Tyskland och England. Hans konst består av stilleben och landskap i olja, tempera eller akvarell. Han specialiserade sig på restaurering av äldre kyrklig konst.